# Uning Sejuk
Uning Sejuk is een bestuurslaag in het regentschap Bener Meriah van de provincie Atjeh, Indonesië. Uning Sejuk telt 327 inwoners (volkstelling 2010).